# Walter Mannowsky
Walter Mannowsky (* 9. Februar 1881 in Frankfurt am Main; † 3. September 1958 ebenda) war ein deutscher Kunsthistoriker.

## Leben
Walter Mannowsky war der Sohn des Reichsbankdirektors in Breslau und Geheimen Regierungsrats Henry Mannowsky und seiner Frau Susanna, geb. Lauer. Nach dem Besuch des Gymnasiums in Breslau studierte er zunächst an den Universitäten Breslau und München Jura und Kunstgeschichte. Am 5. April 1906 bestand er in Breslau die erste Juristische Staatsprüfung und war bis August 1909 als Referendar im Bereich des Oberlandesgerichts Breslau tätig. Am 5. April 1907 wurde er in Breslau zum Dr. jur. promoviert. Er schied danach aus dem Justizdienst aus und studierte weiter Kunstgeschichte in München und Halle. 1910 wurde er in Halle bei Adolph Goldschmidt zum Dr. phil. promoviert. Von 1910 bis 1914 war er wissenschaftlicher Hilfsarbeiter am Preußischen Historischen Institut in Rom. Nach der Teilnahme am Ersten Weltkrieg arbeitete er von 1918 bis 1922 als wissenschaftlicher Hilfsarbeiter am Kaiser-Friedrich-Museum in Berlin. 1922 wurde er Direktor der städtischen Kunstsammlungen in Danzig. 
Zum 1. Mai 1933 trat er der NSDAP bei (Mitgliedsnummer 2.844.688) und war förderndes Mitglied der SS. Im Juni 1938 wurde er Direktor des Museums für Kunsthandwerk in Frankfurt am Main. In dieser Position war er an der „Enteignung“ von jüdischem Besitz beteiligt, der in sein Museum gelangte. 
Von Juni 1945 bis September 1946 war er seines Amtes enthoben, danach war er wieder bis zu seinem Ruhestand 1948 Direktor des Museums. 1949 war er für die Dauer der Rückerstattung der Sammlung Maximilian von Goldschmidt-Rothschild abermals kurzzeitig bei der Stadt Frankfurt beschäftigt.

## Veröffentlichungen (Auswahl)
- Zur Übertragbarkeit des Urheberrechts. Dissertation jur. Universität Breslau 1907.
- Die Gemälde des Michael Pacher. Müller, München 1910 (Dissertation phil., Digitalisat).
- Das Uphagenhaus in Danzig. Ein Führer. Danziger Verlagsgesellschaft, Danzig 1933 (Digitalisat).
- Der Danziger Paramentenschatz. Kirchliche Gewänder und Stickereien aus der Marienkirche. 5 Bände, Danziger Verlagsgesellschaft, Danzig 1932–1938.